# Barrage d'Akgedik
Le barrage d'Akgedik (en turc Akgedik barajı) est un barrage de Turquie. Le barrage de Geyik plus ancien est en amont sur le cours de la rivière Sarıçay. Ces deux barrages sont en amont de la ville de Milas.

## Sources
- (en) www.dsi.gov.tr/tricold/akgedik.htm Site de l'agence gouvernementale turque des travaux hydrauliques